# Difluencia glaciar
La difluencia es la división de un glaciar o cualquier curso de agua en brazos (difluentes) que no vuelven a unirse. 
La lengua de un glaciar con excesivo aporte de hielo puede desbordar las aperturas de las brechas glaciares en las cuencas de una zona extensa, haciendo que muchos valles se llenen de hielo. La difluencia de los ríos es común en los deltas. Se debe generalmente a la disminución de la pendiente, pero en otros casos es consecuencia del aumento de la carga transportada por las aguas.
Un ejemplo de difluencia glaciar lo constituyen las brechas glaciares de Snowdon, al norte del País de Gales.
- Datos: Q5806983